# 47 metri - Uncaged
47 metri - Uncaged (47 Meters Down: Uncaged) è un film del 2019 diretto da Johannes Roberts.
La pellicola è il sequel del film del 2017 47 metri (47 Meters Down), diretto sempre da Roberts.

## Trama
Due sorelle, figlie di un archeologo marino, con due amiche decidono di esplorare, all'insaputa del padre, una città Maya sommersa, da lui appena scoperta. Si immergono al largo delle coste dello Yucatán, in Messico e si ritrovano prigioniere in labirinto di cunicoli dove dovranno sopravvivere agli squali che vivono nelle profondità oscure della città sommersa.

## Produzione
Dopo il successo di 47 metri, viene annunciato il sequel, il cui titolo provvisorio era 48 Meters Down, che vede il ritorno di Johannes Roberts alla regia, lo stesso Roberts e Ernest Riera alla sceneggiatura e James Harris come produttore. Nell'agosto 2018 un teaser mostra il cambio del titolo in 47 Meters Down: The Next Chapter; il titolo definitivo sarà poi cambiato in 47 Meters Down: Uncaged nel dicembre 2018.

### Riprese
Le riprese del film si sono svolte tra la Repubblica Dominicana ed i Pinewood Studios di Iver (Regno Unito), dal dicembre 2018 al febbraio 2019.
Il budget del film è stato di 12 milioni di dollari.

## Promozione
Il primo trailer del film viene diffuso il 29 maggio 2019.

## Distribuzione
La pellicola, inizialmente fissata per il 28 giugno 2019, è stata distribuita nelle sale cinematografiche statunitensi a partire dal 16 agosto 2019, mentre in Italia dal 24 luglio 2020 sulle piattaforme on demand.

### Divieti
Negli Stati Uniti d'America il film è stato vietato ai minori di 13 anni non accompagnati da adulti, per la presenza di "intenso pericolo, linguaggio non adatto e immagini sanguinolente".

## Accoglienza

### Critica
Sull'aggregatore Rotten Tomatoes il film riceve il 50% delle recensioni professionali positive con un voto medio di 4,88 su 10 basato su 46 critiche, mentre su Metacritic ottiene un punteggio di 43 su 100 basato su 17 critiche.